# Flor da Pele
"Flor da Pele" é uma canção composta por Zeca Baleiro em 1989, mas gravada pela primeira vez somente em 1997, no seu álbum Por Onde Andará Stephen Fry?. O final da música conta com versos da canção Vapor Barato, composta por Jards Macalé e Waly Salomão.
Ao ouvir Zeca cantar essa música, Gal Costa ficou tão impressionada com o timbre vocal do Zeca e o novo arranjo que Vapor Barato ganhou que o convidou para participar de seu Acústico MTV, onde os 2 gravaram um medley "Vapor Barato / Flor da Pele". A participação de Zeca nesse álbum o ajudou a impulsionar sua carreira.

## Álbuns em que a Música Está Presente
| Ano  | Álbum                                    | Info                                                                                            |
| ---- | ---------------------------------------- | ----------------------------------------------------------------------------------------------- |
| 1997 | Por Onde Andará Stephen Fry?             | Medley "Flor da Pele / Vapor Barato" (nesta ordem)                                              |
| 1997 | Acústico MTV - Gal Costa                 | Medley "Vapor Barato / Flor da Pele" (nesta ordem)                                              |
| 2003 | Perfil - Zeca Baleiro (com Gal Costa)    | - Versão do álbum Acústico MTV - Gal Costa - Medley "Vapor Barato / Flor da Pele" (nesta ordem) |
| 2004 | Raimundo Fagner & Zeca Baleiro - O Show  | Não há medley com Vapor Barato                                                                  |
| 2005 | Líricas - Ao Vivo                        | Medley "Flor da Pele / Vapor Barato" (nesta ordem)                                              |
| 2005 | O Melhor do Acústico MTV (com Gal Costa) | - Versão do álbum Acústico MTV - Gal Costa - Medley "Vapor Barato / Flor da Pele" (nesta ordem) |

## Trilhas-Sonoras
- Em 1998, a música fez parte da trilha-sonora da novela Serras Azuis, da TV Bandeirantes.[4]

- Em 2018, Flor da Pele novamente fez parte da uma trilha-sonora de novela. Presente em O Sétimo Guardião, da Rede Globo, a canção ganhou uma versão especialmente gravada para a novela, em que Zeca Baleiro canta em parceria com a cantora paulistana Rachell Luz.[5]